# エクス＝アン＝プロヴァンスTGV駅
エクス＝アン＝プロヴァンスTGV駅（エクス＝アン＝プロヴァンスTGVえき）またはエクサンプロヴァンスTGV駅（エクサンプロヴァンスTGVえき、Gare d'Aix-en-Provence TGV）は、フランスの南東部の街エクス＝アン＝プロヴァンスの郊外にあるフランス国鉄(SNCF)のLGV地中海線専用の鉄道駅である。2001年開業。市の中心部より南西に15km、マルセイユからは北に20kmに位置する。

## 隣の駅
LGV地中海線
アヴィニョンTGV駅 - エクス＝アン＝プロヴァンスTGV駅 - マルセイユ・サン・シャルル駅（在来線上）